# 馬蜂亞科
馬蜂亞科又名長腳蜂亞科（Polistinae）亦稱為長腳蜂，是胡蜂的一個類群。
長腳蜂屬於雜食性，幼蟲時以成蟲獵捕回來的毛毛蟲等昆蟲維生，成蟲後會吃樹液、花粉和花蜜。
長腳蜂製作蜂巢時，材料有類似紙的成分，因而有Paper Wasp之稱。

## 外部連結
- Social Behavior of Polistine Wasps
- Article on Australian Paper Wasps
- Nest defence behavior in two species of Polybia
- Ropalidia marginata a primitive eusocial wasp （页面存档备份，存于）
- Iconography of the Vespidae of the World
- 《天溪園森呼吸》－長腳蜂
- 黃長腳蜂 - 台灣昆蟲維基館II[永久]
- 棕長腳蜂 - 台灣昆蟲維基館II[永久]